# Bikić Do
Bikić Do  (rusinski: Бикич Дол) je naselje u općini Šid u Srijemskom okrugu u Vojvodini.

## Zemljopis
Bikić Do se nalazi na Fruškoj gori na cesti Šid – Ilok.

## Stanovništvo
U naselju Bikić Do živi 336 stanovnika, od toga 266 punoljetnih stanovnika, a prosječna starost stanovništva iznosi 40,4 godina (38,3 kod muškaraca i 42,6 kod žena). U naselju ima 115 domaćinstava, a prosječan broj članova po domaćinstvu je 2,92.
| Etnički sastav 2002. |            |        |
| Narod                | Stanovnika | %      |
| Rusini               | 160        | 47,61% |
| Srbi                 | 110        | 32,73% |
| Hrvati               | 39         | 11,60% |
| Jugoslaveni          | 9          | 2,67%  |
| Slovaci              | 7          | 2,08%  |
| Mađari               | 6          | 1,78%  |
| Slovenci             | 1          | 0,29%  |
| Romi                 | 1          | 0,29%  |
| nepoznato            | 1          | 0,29%  |

| broj stanovnika | 475   | 447   | 408   | 364   | 301   | 299   | 336   |
|                 | 1948. | 1953. | 1961. | 1971. | 1981. | 1991. | 2001. |

## Vanjske poveznice
- Položaj, vrijeme i udaljenosti naselja  Arhivirana inačica izvorne stranice od 1. svibnja 2008. (Wayback Machine)